# Кононовщина (Брагінський район)
Кононовщина (біл. вёска Конанаўшчына) — село (веска) в складі Брагінського району розташоване в Гомельській області Білорусі. Село підпорядковане Бурковській сільській раді і в ньому мешкає 176 осіб (2004).
Село Кононовщина розташоване на південному сході Білорусі, у південній частині Гомельської області - орієнтовне розташування [Архівовано 11 червня 2020 у Wayback Machine.], неподалік від районного центру Брагіна (за 23 кілометри західніше).

## Демографія
- 1765 рік — 9 дворів.
- 1850 рік — 95 жителів.
- 1897 рік — 27 дворів, 234 жителів (згідно з переписом).
- 1908 рік — 37 дворів.
- 1930 рік — 72 дворів, 367 жителів.
- 1959 рік — 409 жителів.
- 2004 рік — 65 господарств, 176 жителів.
- 2006 рік (01.01.2006) — 61 господарств, 175 чоловік, з яких 37 до 16 років, 79 — у працездатнім віці і 59 — старші за працаздатний вік.